# Karlov (district de Žďár nad Sázavou)
Pour les articles homonymes, voir Karlov.
Karlov (en allemand : Libinsdorf) est une commune du district de Žďár nad Sázavou, dans la région de Vysočina, en République tchèque. Sa population s'élevait à 114 habitants en 2020.

## Géographie
Karlov se trouve à 9,5 km au nord-nord-ouest de Žďár nad Sázavou, à 36 km au nord-est de Jihlava et à 118 km au sud-est de Prague.

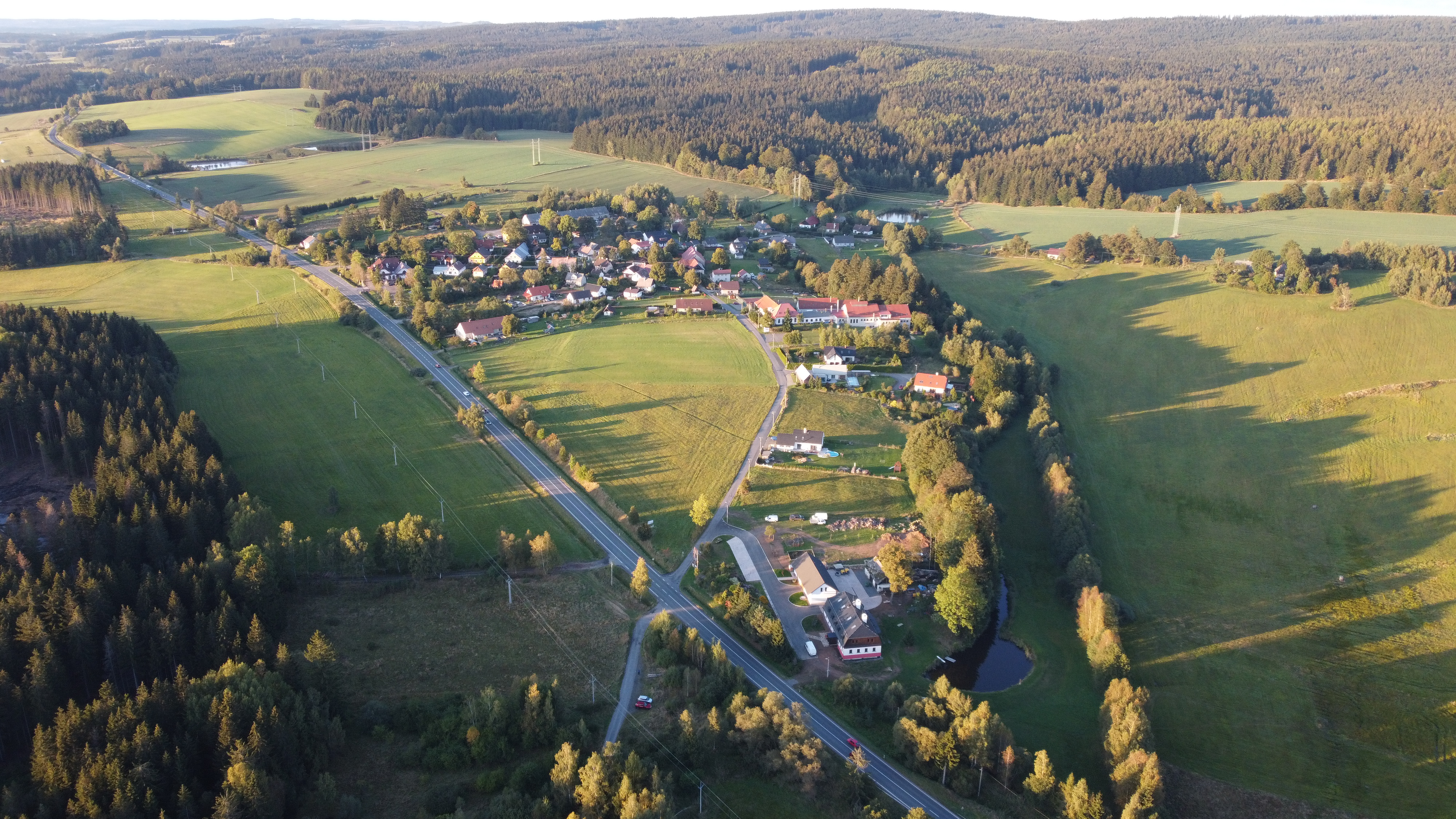
Karlov : vue aérienne oblique.

La commune est limitée par Vojnův Městec à l'ouest, au nord et au nord-est, par Škrdlovice à l'est et au sud-est, et par Polnička au sud-ouest.

## Histoire
La première mention écrite de la localité date de 1457.

## Transports
Par la route, Karlov se trouve à 10,5 km de Žďár nad Sázavou, à 47,5 km de Jihlava et à 160 km de Prague.